# Cleopatra (Schiff, 1839)
Die Cleopatra war eine 1839 gebaute Seitenrad-Dampffregatte der Britischen Ostindien-Kompanie, die 1847 in einem Zyklon mit allen nahezu 300 Personen an Bord unterging.

## Bau und technische Daten
Das Schiff lief 1839 auf der Werft von William Pitcher in Northfleet (Kent, England) vom Stapel. Die 220 nhp liefernde Dampfmaschine des mit rundem Heck und aus Holz gebauten und als Fregatte getakelten Schiffs trieb zwei seitliche Schaufelräder an. Das Schiff war 54,38 m lang und 9,45 m breit (ohne die Radkästen). Seine Ladefähigkeit wurde mit 760 „tons burden“ nach der damals üblichen „Builder’s-Old-Measurement“-Methode angegeben. Unter Segeln konnte eine Geschwindigkeit von 9–10 Knoten erreicht werden. Die Besatzung bestand aus bis zu 150 Mann.

## Schicksal
Die Cleopatra, die eigentlich zum Zweck der Piratenbekämpfung bestellt worden war, kam auf ihrer Überführungsfahrt von London über Portsmouth nach Indien erst am 19. April 1840 in Bombay an, da sie am 5. Dezember 1839 im Sturm ihren Fockmast mitsamt Segeln verloren hatte und am 9. Dezember in Lissabon einlief, um drei Wochen lang die notwendigen Reparaturen durchführen zu lassen. Sie wurde dann von der Britischen Ostindien-Kompanie hauptsächlich im Fracht- und Postdienst zwischen Bombay und Karatschi, Aden und Sues eingesetzt.

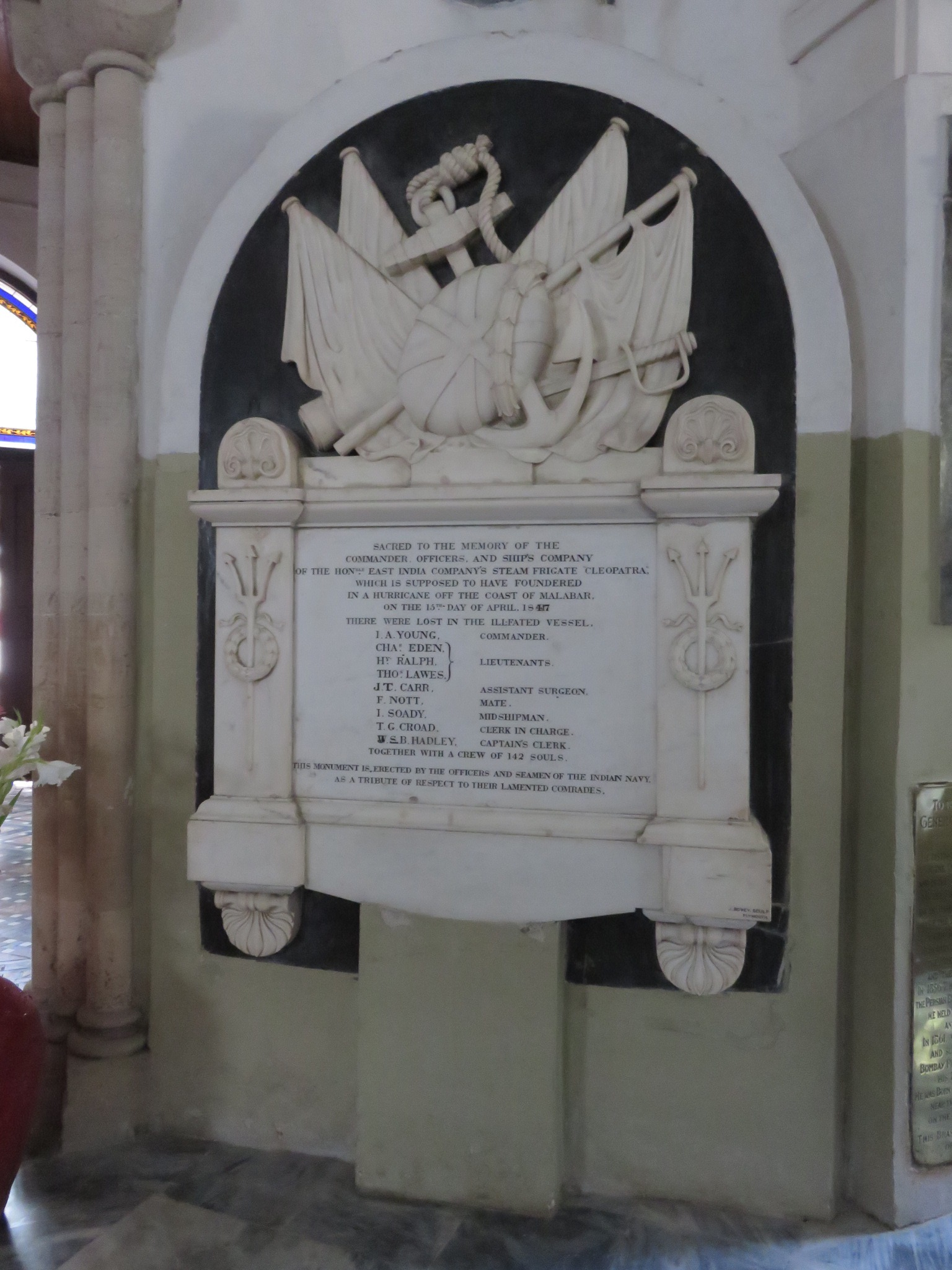
Cleopatra Memorial, St. Thomas Cathedral, Mumbai

Am 14. April 1847 lief die Cleopatra aus Bombay zu einer Fahrt nach Singapur aus, wo sie rund 100 indische Strafgefangene abliefern sollte. Am 15. April 1847 geriet sie zwischen der südwestindischen Malabarküste und den Lakkadiven in einen Zyklon und sank. Beim Untergang kamen ihre gesamte 151-köpfige Besatzung, alle Gefangenen und deren gesamte aus Marineinfanteristen bestehende Wachmannschaft ums Leben. Das Schiff war schon vor dem Untergang nicht in bester Verfassung: der Kapitän hatte u. a. bemängelt, dass auf der vorgehenden Fahrt von Aden nach Bombay die Radkästen mit quer über das Deck laufenden Ketten gesichert und festgezurrt werden mussten.

## Denkmal
In der St.-Thomas-Kathedrale in Bombay ließ der damalige erste anglikanische Bischof von Bombay, Thomas Carr, ein Denkmal aus weißem Marmor für die Opfer des Untergangs errichten; sein Sohn war als Schiffsarzt auf der Cleopatra. Die indischen Strafgefangenen werden auf dem Denkmal allerdings nicht erwähnt.